# Arnold Kirkeby
Arnold Sigurd Kirkeby (12 de junio de 1901 – 1 de marzo de 1962) fue un hotelero, coleccionista de arte e inversor inmobiliario estadounidense. Adquirió el Hotel Nacional de Cuba en 1943. Ahora es mejor conocido por ser dueño de Chartwell Mansion en el vecindario de Bel Air en Los Ángeles, que fue el escenario exterior del programa de televisión de CBS, The Beverly Hillbillies.

## Biografía
Kirkeby nació en Chicago, Illinois, hijo de inmigrantes noruegos. Estuvo casado con Carlotta Cuesta (1906–1985), hija de Angel LaMadrid Cuesta, fundador de Cuesta-Rey Cigar Company con sede en Tampa, Florida.
Kirkeby fue el fundador de la cadena de hoteles Kirkeby, comenzando en Chicago con el Hotel Drake y terminando sus intereses hoteleros cuando vendió el Beverly Wilshire en Beverly Hills, California. Después de vender la cadena hotelera y sus vínculos con Chicago, invirtió en el desarrollo de Janss Investment Company en Westwood, Los Ángeles, California, en 1959. Como parte de este proyecto, Kirkeby inició la construcción del Kirkeby Center en Wilshire Boulevard en 1960, pero murió antes de que se completara el edificio. Kirkeby Center ahora se conoce como Occidental Petroleum Building y es la sede del Museo Armand Hammer. Kirkeby también era conocido por comprar hoteles en quiebra.
Los aficionados de la televisión notarán que Kirkeby era dueño de la majestuosa mansión ubicada en 750 Bel Air Road en Bel Air, California, utilizada para tomas exteriores en la exitosa comedia de CBS The Beverly Hillbillies. El productor de la serie Paul Henning pagó a la familia (el Sr. Kirkeby había muerto en un accidente aéreo antes del debut de la serie) 500 dólares por día por filmar en los terrenos de la mansión. El interior y la parte trasera de la mansión se duplicaron en el escenario 4 en General Service Studios. Las disposiciones contractuales en ese momento impedían la divulgación de la dirección de la mansión en comunicados de prensa y exigían la restauración de los terrenos después de cada rodaje. La mansión había sido utilizada anteriormente por Jerry Lewis en la película Cinderfella de 1960.
Kirkeby murió a bordo del vuelo 1 de American Airlines cuando se estrelló poco después de despegar de la ciudad de Nueva York.

## Hoteles

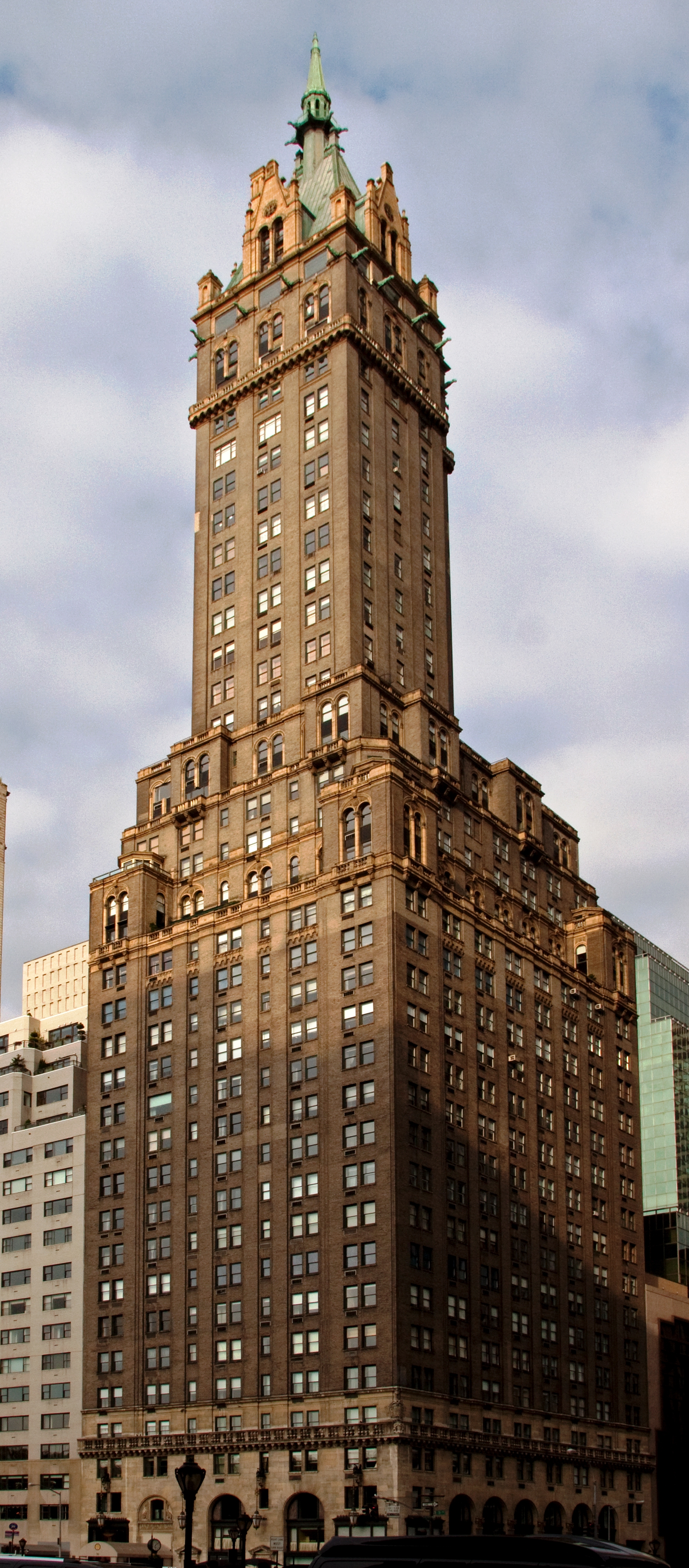
El Hotel Sherry-Netherland en Nueva York.

La organización del hotel Kirkeby incluía:
California
- Beverly Wilshire Hotel, Beverly Hills, California
- The Town House, Los Ángeles, California
- Sunset Tower, West Hollywood, California

Florida
- El Kenilworth, Miami Beach, Florida
- Hotel Belleview-Biltmore, Clearwater, Florida

Illinois
- El hotel Blackstone, Chicago, Illinois
- El Drake, Chicago, Illinois

Nueva York
- Gotham, Nueva York, Nueva York
- Casa Hampshire, Nueva York, Nueva York
- The Sherry-Netherland, Nueva York, Nueva York
- El Warwick, Nueva York, Nueva York
- Saranac Inn, Lago Saranac, Nueva York

New Jersey
- Hotel Ambassador, Atlantic City, Nueva Jersey : reconstruido como el Casino Tropicana

Pensilvania
- El Warwick, Filadelfia, Pensilvania

Cuba
- Hotel Nacional de Cuba, La Habana, Cuba

Panamá
- Hotel El Panamá, Ciudad de Panamá, Panamá